# 文安 (大理)
文安（1104年—1108年）是大理国皇帝段正淳的第四個年号，共计5年。
雲南文獻皆作文安為段正淳第三個或第四個年號，唯李兆洛《纪元编》作文安為段正淳第二個年號，在开明和天授之间。
部份雲南文獻則無文安年號，根據2008年1月出土的《罗勝禾墓碑》及《女好墓碑》可知，段正淳有文安年號，且用至五年。
起訖年，方詩銘、李崇智、段玉明、李家瑞作1105年－1108年，王雲、黃德榮作1104年－1108年。

## 年號及改元出處
- 倪輅《南詔野史》：「宋紹聖三年（1096），受高氏禪，號後理國，改元天授，又改元開明、天正等號。……禪位為僧，在位十三年。」
- 胡蔚《增訂南詔野史》：「宋哲宗丙子紹聖三年（1096）復得國，即位，號後理國，……明年（1097），改元天授，又改元開明、天政、文安。……徽宗戊子大觀二年（1108），正淳禪位為僧，在位十二年。」
- 王崧《雲南備徵志》：「宋哲宗紹聖三年（1096）即位，改元天授。……丁丑（1097），改元開明。……壬午（1102）……次年（1103），改元天正。……戊子（1108），帝禪位為僧，在位十三年。」
- 諸葛元聲《滇史》：「段氏十五世正淳，以宋哲宗紹聖三年丙子（1096）立，改元天授。……丁丑（1097），正淳改元文安。在位十三年，避位為僧。」
- 李京《雲南志略》：「政明之子政淳立，改元天授、明開、大政（陶宗儀《說郛》作天政）、文安。在位十三年。」
- 楊慎《滇載記》：「正淳復國，改元天授。……立十三年，再改元曰開明、文安。」
- 馮蘇《滇考》：「正淳改元天授。……又改元明開、天政、文安，在位十二年，避為僧。」
- 《白古通記淺述》：「立段氏子正淳，是為後理國。……正淳在位十三年。」
- 《羅勝禾墓碑》：「文安二年五月十七日身亡……乙酉之歲十一月十五日立墓。」[7]
- 《清河氏女□□□之碑》：「文安三年正月十日身亡。」
- 《女好墓碑》：「文安五年十一月三日立墓。」[7]

## 纪年
| 文安 | 元年   | 二年   | 三年   | 四年   | 五年   |
| ---- | ------ | ------ | ------ | ------ | ------ |
| 公元 | 1104年 | 1105年 | 1106年 | 1107年 | 1108年 |
| 干支 | 甲申   | 乙酉   | 丙戌   | 丁亥   | 戊子   |

## 同期存在的其他政权年号
- 中國
  - 崇寧（1102年－1106年）：宋－宋徽宗趙佶之年號
  - 大觀（1107年－1110年）：宋－宋徽宗趙佶之年號
  - 乾統（1101年－1110年）：遼－遼天祚帝耶律延禧之年號
  - 貞觀（1101年－1113年）：西夏－夏崇宗李乾順之年號
- 越南
  - 龍符元化（1101年－1109年）：李朝－李乾德之年號
- 日本
  - 長治（1104年－1106年）：堀河天皇之年号
  - 嘉承（1106年－1108年）：堀河天皇與鳥羽天皇之年号
  - 天仁（1108年－1110年）：鳥羽天皇之年号